# 화인운수
화인운수(和仁運輸)는 서울특별시 동작구 사당4동에 본사를 둔 마을버스 회사이다.

## 연혁
- 1999년 7월 1일: 회사 설립

## 운행 노선
- ● 동작09번: 사당대림아파트 ↔ 사당역 (구 동작마을 9번)

## 주요 차량
- 현대 뉴 카운티
- 현대 카운티 뉴 브리즈

## 같이 보기
- 합성마을버스